# Episodi di The Drew Carey Show (ottava stagione)
L'ottava stagione della serie televisiva The Drew Carey Show è stata trasmessa in anteprima negli Stati Uniti d'America dalla ABC tra il 9 settembre 2002 e il 27 agosto 2003.
| nº | Titolo originale                         | Titolo italiano | Prima TV USA      | Prima TV Italia |
| -- | ---------------------------------------- | --------------- | ----------------- | --------------- |
| 1  | Revenge of the Doormat                   |                 | 9 settembre 2002  | inedito         |
| 2  | Kate's Wedding                           |                 | 16 settembre 2002 | inedito         |
| 3  | Eyes Wide Open                           |                 | 23 settembre 2002 | inedito         |
| 4  | Drew and the Life-Size Jim Thome Cut-Out |                 | 30 settembre 2002 | inedito         |
| 5  | Hickory Dickory... Double Date           |                 | 7 ottobre 2002    | inedito         |
| 6  | Mama Told Me I Should Come               |                 | 21 ottobre 2002   | inedito         |
| 7  | Family Affair                            |                 | 8 novembre 2002   | inedito         |
| 8  | Chemistry Schmemistry                    |                 | 8 novembre 2002   | inedito         |
| 9  | The Dawn Patrol                          |                 | 15 novembre 2002  | inedito         |
| 10 | Drew's Girl Friday                       |                 | 29 novembre 2002  | inedito         |
| 11 | Drew Tries Hot Salsa                     |                 | 6 dicembre 2002   | inedito         |
| 12 | The Man in the Iron Chair                |                 | 20 dicembre 2002  | inedito         |
| 13 | Drew Takes a Guilt Trip                  |                 | 10 gennaio 2003   | inedito         |
| 14 | Blecch Sunday                            |                 | 24 gennaio 2003   | inedito         |
| 15 | Turkeyspotting                           |                 | 25 giugno 2003    | inedito         |
| 16 | Suddenly No Summer                       |                 | 25 giugno 2003    | inedito         |
| 17 | What's Love Got to Do with It?           |                 | 2 luglio 2003     | inedito         |
| 18 | Two Girls for Every Boy                  |                 | 2 luglio 2003     | inedito         |
| 19 | Two Days of the Condo                    |                 | 9 luglio 2003     | inedito         |
| 20 | Lewis You Can Drive My Car               |                 | 16 luglio 2003    | inedito         |
| 21 | A Speedy Recovery                        |                 | 16 luglio 2003    | inedito         |
| 22 | A Means to an End                        |                 | 16 luglio 2003    | inedito         |
| 23 | Drew Answers the Belle                   |                 | 23 luglio 2003    | inedito         |
| 24 | What Screams maggio Come                 |                 | 23 luglio 2003    | inedito         |
| 25 | Love Is in the Air                       |                 | 20 agosto 2003    | inedito         |
| 26 | Bataan Wedding March                     |                 | 27 agosto 2003    | inedito         |